# Formelle dell'armadio della sacrestia di Santa Croce

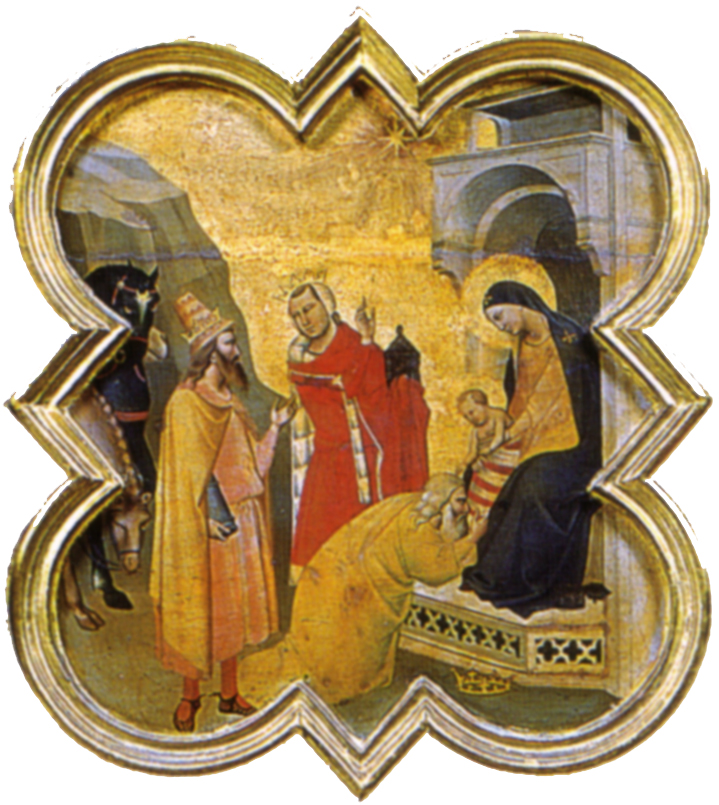
Adorazione dei Magi

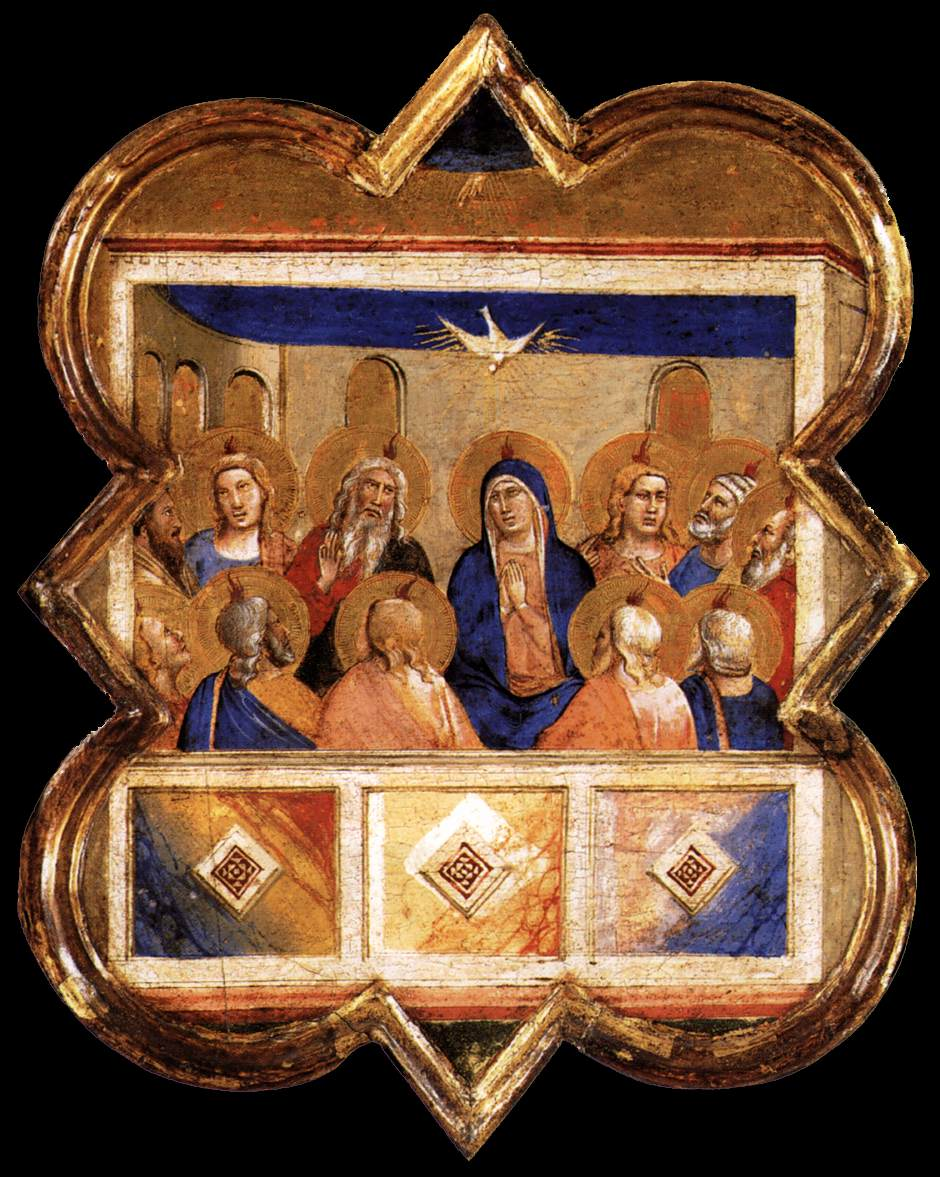
Pentecoste (Berlino)

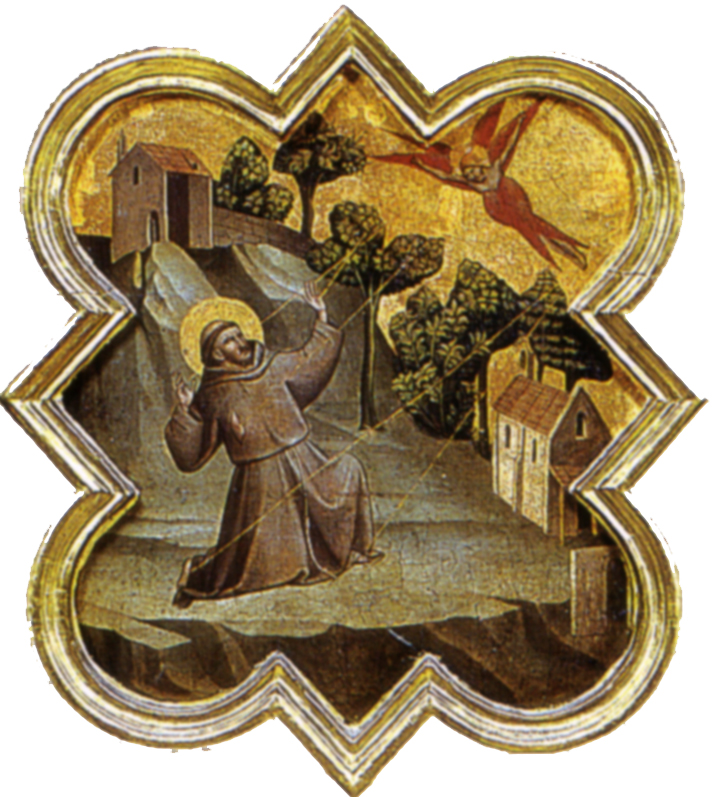
Stimmate di san Francesco

Le Formelle dell'armadio della sacrestia di Santa Croce sono una serie di ventotto dipinti a tempera e oro su tavola (circa 35x30 cm ciascuna formella, tranne le prime e le ultime delle due serie, misuranti 35x25 cm circa, e le due semilunette di 67x76 cm ciascuna) di Taddeo Gaddi, databili al 1335-1340 circa e conservati in massima parte nella Galleria dell'Accademia a Firenze. Esse riproducono le Storie di Gesù (tredici formelle a quadrilobo), le Storie di san Francesco (tredici quadrilobi) e una lunetta divisa tra Ascensione e Annunciazione.

## Storia
La formelle decoravano sicuramente un arredo ligneo nella sacrestia di Santa Croce a Firenze, forse un armadio per reliquie. La prima citazione dell'armadio risale al Cinquecento (Anonimo Magliabechiano e Vasari), e poi in altre fonti successive fino al 1810, quando, con la soppressione napoleonica del convento francescano, le ante furono trasferite nei depositi del Convento di San Marco. Da qui, nel 1814, arrivarono ormai smembrate alla Galleria dell'Accademia, dove erano esposte in ambienti separati. Secondo i documenti dell'epoca, lo smembramento avvenne proprio a San Marco tra il 1812 e il 1813, quando vennero rimosse le "prospere", cioè gli stalli lignei. A quell'epoca risalgono anche le attuali cornici lignee dorate.
Quattro dipinti, immessi sul mercato antiquario, sono oggi in Germania, alla Gemäldegalerie di Berlino (Pentecoste e Resurrezione del fanciullo) e all'Alte Pinakothek di Monaco (Prova del Fuoco, la Morte del cavaliere di Celano).
Per quanto riguarda l'attribuzione, l'anonimo Magliabechiano le riferisce a Giotto, seguito da tutte le fonti successive (Vasari, Borghini, Baldinucci), fino al Richa, che ne ricostruì anche la disposizione su due file: una superiore con Storie di Cristo e una inferiore con Storie di san Francesco. I primi a mettere in dubbio l'attribuzione a Giotto furono Cavalcaselle e Crowe, che parlarono di opere di bottega facendo per la prima volta il nome di Taddeo Gaddi. Tra questi due nomi oscillò la critica successiva, finché Sirén, che per primo mise in relazione le formelle con le due semilunette, ribadì l'attribuzione a Taddeo, orientando in linea di massima la critica novecentesca, oggi sostanzialmente concorde.
La datazione viene di solito avvicinata agli affreschi della Cappella Baroncelli (1335-1340 circa), ai quali l'artista avrebbe lavorato contemporaneamente, mentre alcuni, come Longhi e la Marcucci, hanno piuttosto optato per la metà del secolo. Più recentemente Boskovits, Neri Lusanna, Labriola, Tartuferi hanno evidenziato le affinità con il tabernacolo del 1334 e gli affreschi in San Miniato al Monte, dello stesso periodo. Più isolate le proposte per una datazione al quinto decennio (Tatrai, Ferretti) o addirittura al sesto (Conti). Chiodo, studiando anche i particolari dell'abbigliamento, ribadì una datazione tra il 1335 e il 1340, che finora resta la più plausibile.

## Descrizione e stile
Le storie sono così composte:
Storie di Cristo
- Visitazione
- Natività di Cristo
- Adorazione dei Magi
- Presentazione di Gesù al Tempio
- Disputa di Gesù con i dottori del Tempio
- Battesimo di Cristo
- Trasfigurazione
- Ultima cena
- Crocifissione di Cristo con la Madonna e san Giovanni evangelista
- Resurrezione di Cristo
- Apparizione di Cristo risorto alle pie donne
- Incredulità di san Tommaso
- Pentecoste (Gemäldegalerie di Berlino)

Storie di san Francesco d'Assisi
- Francesco rinuncia ai beni del padre
- Papa Innocenzo III vede in sogno Francesco sostenere la basilica Lateranense
- Papa Innocenzo III approva la Regola francescana
- Apparizione di Francesco sul carro di fuoco
- Prova del Fuoco (Alte Pinakothek di Monaco)
- Presepe di Greccio
- Morte del cavaliere di Celano (Alte Pinakothek di Monaco)
- Francesco predica davanti a papa Onorio III
- Francesco appare al Capitolo di Arles
- Francesco riceve le stimmate
- Morte di Francesco
- Resurrezione del fanciullo (Gemäldegalerie di Berlino)
- Martirio dei francescani a Ceuta

L'originaria distribuzione dei pannelli non è chiara. La prima ipotesi è che coprissero le ante di un armadio, all'esterno e forse anche all'interno. Secondo Boskovits la disposizione su un armadio sarebbe frutto di un reimpiego: osservando altro mobilio dell'epoca, ha ipotizzato che le formelle si trovassero in origine sulla spalliera di un bancone da sagrestia, su due file di undici, con le lunette e i quattro pannelli più stretti lungo i fianchi. Secondo la Chiodo, la collocazione originaria era in una zona dedicata alla riunione dei frati, magari l'antica sala capitolare, sostituita nel Quattrocento dalla Cappella Pazzi, o il coro: le formelle avrebbero quindi potuto decorare degli stalli lignei su cui si sedevano i frati, verso i quali gli exempla di Francesco e di Gesù sarebbero stati particolarmente adatti.
In generale le scenette mostrano una notevole vitalità narrativa, presente anche in altre opere dell'artista. L'Apparizione sul carro di fuoco mostra una rarissima scena notturna, che ricorda quella che è ritenuta la prima conosciuta dell'arte italiana, proprio di Taddeo, negli affreschi della Cappella Baroncelli.

## Altre immagini

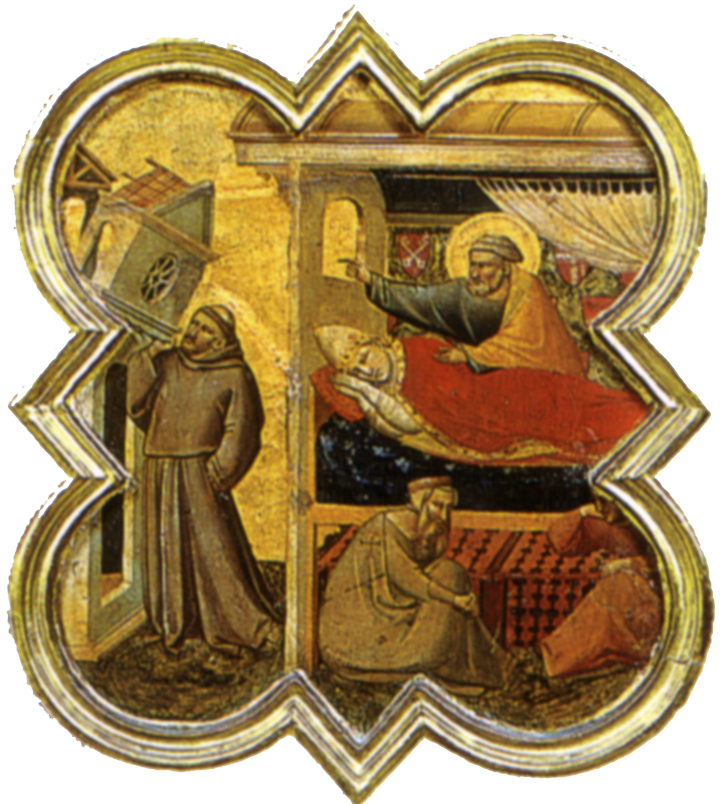
Sogno di Innocenzo III
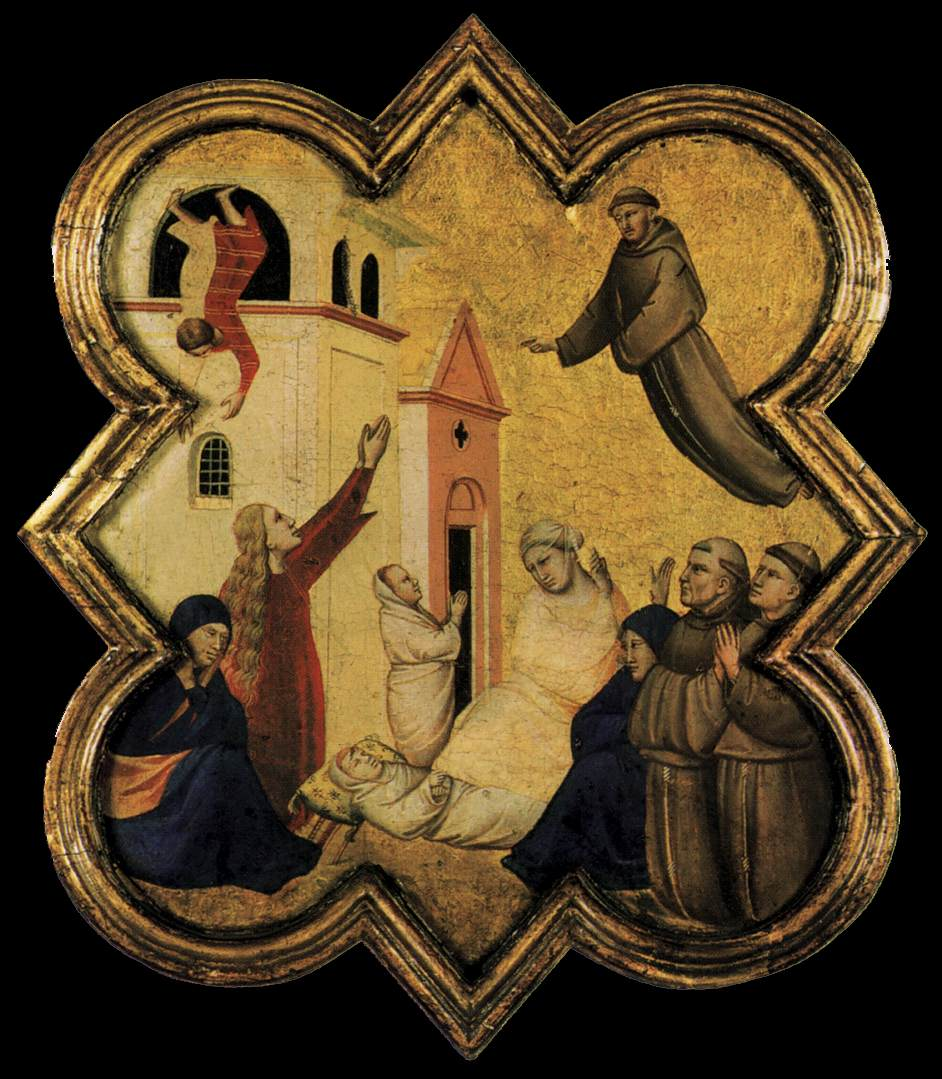
Resurrezione del fanciullo (Berlino)